# Patrick Bourbeillon
Patrick Bourbeillon (Angers, Francia, 24 de marzo de 1947-14 de julio de 2015) fue un atleta francés especializado en la prueba de 4 × 100 m, en la que consiguió ser campeón europeo en 1969.

## Carrera deportiva
En el Campeonato Europeo de Atletismo de 1969 ganó la medalla de oro en los relevos de 4x100 metros, con un tiempo de 38.8 segundos, llegando a meta por delante de la Unión Soviética y Checoslovaquia (bronce).